# ابوالفضل عبیدالله میکالی
ابوالفضل عبیدالله بن احمد میکالی(درگذشته ۴۳۶ ق / ۱۰۴۵ م) شاعر، محدث، ادیب، نویسنده و دانشمند معروف آل میکال در سده پنجم هجری قمری بود. ابوالفضل به هر دو زبان فارسی و عربی شعر سرود؛ آثارش به زبان عربی است.

ابوالفضل اهل نیشابور بود و همانند دیگر کسان آل میکال، زمانی بر این شهر ریاست داشت.

ثعالبی در یتمیه الدهر، گزیده‌ای از آثار او را نقل کرده و در کتاب‌های دیگر خود چون الاعجاز و الایجاز و سحرالبلاغه قطعاتی از سروده‌های او را آورده‌است.

## آثار و نوشته‌ها
- المخزون والدر المنظوم و اللفظ المعدوم: این کتاب در ده باب و مشتمل بر اخوانیات، مدیحه‌ها و مباحثی از این دست است. نسخه‌ای از آن در ۱۱۴۸ ق / ۱۷۳۵ م به خط نسخ، کتابت شده و در کتابخانه جامع الکبیر شهر صنعا موجود است.
- المنتخب المیکالی: ابوالحسن بیهقی و دیگران آن را از نوشته‌های ابوالفضل دانسته‌اند. این کتاب گزیده‌ای است از شعر و نثر عرب از دوره جاهلی تا عصر آل بویه و در ۱۵ باب. دو نسخه خطی از آن موجود است. یکی از آنها که در ۶۱۱ ق/ ۱۲۱۴ م کتابت شده در کتابخانه طوپقاپوسرای ترکیه نگهداری می‌شود. نسخه دیگر آن در کتابخانه کمبریج است.
- انشاء الامیر ابوالفضل عبیدالله بن احمد المیکالی
- دیوان اشعار که تا زمان سمعانی موجود و مشهور بود، اما امروزه در دست نیست. اشعار موجود وی توسط «موبرگ» گردآوری شده و در کتاب مستقلی در ۱۹۰۸ م در لایپزیگ به طبع رسیده‌است.
- رساله وصف الکتابات: نسخه‌ای از این رساله که در ۱۲۶۰ ق/ ۱۸۴۴ م کتابت شده در مجموعه ۴۵۰۵ کتابخانه مرکزی دانشگاه تهران موجود است.
- شرح علی حماسه ابی تمام: اثری از آن در دست نیست.
- مخزن البلاغه: ابوالحسن بیهقی آن را مخزون البلاغه خوانده‌است.
- ملح الخواطر و منح الجواهر
- شرح دیوان المتنبی
- فضایل الملوک: این کتاب تاریخی امروز در دست نیست.